# کژدم و فلیکس
کژدم و فلیکس، رمانی طنازانه (به آلمانی: Skorpion und Felix, Humoristischer Roman)، داستانی کمیک و تنها داستانی است که توسط کارل مارکس نوشته شده‌است. این داستان در سال ۱۸۳۷، زمانی مارکس ۱۹ سال داشته نوشته شده و در آن زمان منتشر نشده‌است. این رمان تحت تأثیر رمان زندگی و عقاید آقای تریسترام شندی، اثر لورنس استرن نوشته شده‌است. این رمان تاکنون به زبان فارسی ترجمه نشده‌است.

## توضیحات
رمان به صورت راوی اول شخص و در زمان حال روایت می‌شود. طرح داستان حول محور سه کاراکتر فلیکس، کژدم و مرتن، و جستجوی آن‌ها به دنبال آشکار کردن اصل و نسب یکدیگر است. رمان جدلی طعنه‌آمیز با فلسفه به نظر می‌رسد و همچنین به عنوان اثری هزل‌آمیز توصیف شده‌است.
قطعه‌های به جا مانده از دست‌نوشته‌های کتاب چندان مورد توجه قرار نگرفته‌اند. فرانسیس وین نویسندهٔ بیوگرافی مارکس، این اثر را به عنوان «سیلانی مهمل از هزل‌گویی و بی‌ثباتی» شاخصه‌بندی کرده‌است؛ اگرچه وی اشاره کرده که پاراگرافی از رمان با اندکی تفاوت به عنوان پاراگراف آغازین معروف در کتاب هجدهم برومر لویی بناپارت آمده است.
زیگبرت سالومون پراور نوشته‌است که این رمان به سبب آن اهمیت دارد که نخستین کوشش مارکس برای تشریح سیاست و آغاز جدل وی با هگل است. آنا کورنبلو بر آن است که این اثر نه جدالی با هگل، بلکه جدالی با لاک، فیخته و کانت است. وی یادداشت‌های تحققی‌تری هم دربارهٔ رمان نوشته‌است که از آن جمله در یادداشتی نشان می‌دهد که مارکس جوان پیوندهای منطقی-فرمی‌ای را در پس پرده دنبال می‌کرده‌است، و چگونه به طور کامل فرم‌های مختلفی از امر واقع را از خلال واقعیت پوزیتیو هستی‌شناسانه پی گرفته‌است.
رمان هرگز به پایان نرسید. تنها چند فصل رمان تا دوران کنونی به جای مانده‌است. بخش‌هایی از رمان ممکن است به همراه چند کار متقدم دیگر مارکس توسط خود وی سوزانده شده‌باشد. بخش‌های به جای مانده قطعه‌هایی هستند که مارکس به عنوان مکمل در سال ۱۸۳۷ به همراه کتاب ابیات چاپ کرد.
قطعه‌های به جای ماندهٔ رمان مارکس به زبان انگلیسی نخستین بار در سال ۱۹۷۵ در مجلد ۱ مجموعه آثار مارکس-انگلس به چاپ رسید.